# Riyue Shan
Riyue Shan (kinesiska: 日月山) är en bergskedja i Kina. Den ligger i provinsen Qinghai, i den nordvästra delen av landet, omkring 69 kilometer väster om provinshuvudstaden Xining.
Riyue Shan sträcker sig 47 km i nord-sydlig riktning. Den högsta toppen är Qiaheri Shan, 4 339 meter över havet.
Topografiskt ingår följande toppar i Riyue Shan:
- Daban Shan
- Hei Shan
- Qiaheri Shan

Genomsnittlig årsnederbörd är 470 millimeter. Den regnigaste månaden är juli, med i genomsnitt 130 mm nederbörd, och den torraste är januari, med 2 mm nederbörd.